# Tórtoles
Tórtoles község Spanyolországban, Ávila tartományban. Tórtoles Bonilla de la Sierra, Becedillas, Mesegar de Corneja és Zapardiel de la Cañada községekkel határos. Lakosainak száma 38 fő (2024).

## Népesség
A település népessége az utóbbi években az alábbiak szerint változott:
| Lakosok száma | 120  | 99   | 100  | 87   | 75   | 65   | 63   | 51   | 47   | 38   |
|               | 2001 | 2004 | 2006 | 2009 | 2011 | 2014 | 2016 | 2019 | 2021 | 2024 |